# Molophilus (Molophilus) intactus
Molophilus (Molophilus) intactus is een tweevleugelige uit de familie steltmuggen (Limoniidae). De soort komt voor in het Australaziatisch gebied.